# Siergiej Połunin
Siergiej Połunin (ukr. Сергій Володи́мирович Полу́нін, ur. 20 listopada 1989 roku w Chersoniu) – rosyjski tancerz baletowy, obecnie współpracuje z Moskiewskim Akademickim Teatrem Muzycznym imienia Stanisławskiego i Niemirowicza-Danczenki oraz Nowosybirskim Teatrem Opery i Baletu. Ma obywatelstwa Ukrainy, Rosji i Serbii, ale podkreśla, że czuje się przede wszystkim Rosjaninem.

## Życiorys
Urodził się w Chersoniu, w ówczesnej Ukraińskiej Socjalistycznej Republice Radzieckiej. Zaczął uczęszczać na lekcje tańca we wczesnym dzieciństwie. W wieku 13 lat rozpoczął naukę w londyńskiej Royal Ballet School. W 2010 stał się najmłodszym w historii głównym tancerzem baletowym (ang. principal) w The Royal Balet. Za występy w tym zespole zdobył wiele prestiżowych nagród m.in. Prix de Lausanne (2006). W 2012 podjął decyzję o odejściu tłumacząc się zmęczeniem i wypaleniem. Kilka miesięcy później rozpoczął występy w Nowosybirskim Teatrze Opery i Baletu.
16 stycznia 2020 roku w Miami urodził się jego syn Mir, którego matką jest rosyjska łyżwiarka figurowa Jelena Iljinych.